# 나카무라 아쓰타카
나카무라 아쓰타카(일본어: 中村 充孝, 1990년 9월 13일 ~ )는 일본의 축구 선수이다.

## 구단 경력
그는 2009년부터 J리그의 교토 상가 FC, 가시마 앤틀러스, 몬테디오 야마가타에서 활동하였다.